# 仕亞卑
仕亞卑（印尼語：Suah Api）是印度尼西亞西加里曼丹省三發縣南假獅鎮所轄的9個村之一，位於南假獅鎮東北部，東接打加冷鎮斯加勞村，南鄰Semperiuk A村、Sarilaba A村，西、北兩面接假獅鎮二條港村。